# Wout Weghorst
Wout François Maria Weghorst (Borne, 7 agosto 1992) è un calciatore olandese, attaccante dell'Ajax e della nazionale olandese.

## Biografia
È sposato con sua moglie Nikki dalla quale ha avuto tre figlie: Jull, Lucie Marie e Suze Marie nate rispettivamente nel 2018, nel 2020 e nel 2022.

## Caratteristiche tecniche
È una prima punta molto forte fisicamente e cinica sotto porta; si distingue, inoltre, anche per il grande lavoro in fase di rifinitura. È un rigorista affidabile, nelle azioni da gioco vengono esaltate le sue qualità quali la capacità di segnare calciando di prima intenzione, tira bene con entrambi i piedi oltre a saper calciare con potenza, atleticamente preparato usa bene pure il colpo di testa. Per le sue caratteristiche è stato paragonato a Edin Džeko.

## Carriera

### Club

#### Emmen e Heracles Almeno
Nel 2012 inizia la sua carriera da professionista tra le file dell'Emmen, segna otto gol nella sua prima stagione, mentre nella seconsa stagione arriva a metterne a segno dodici. Viene acquistato nel 2014 dall'Heracles Almelo, segna il suo primo gol con la squadra nel campionato, il 13 settembre 2014 nella sconfitta per 2-1 contro l'Ajax, segna nella sua prima vittoria nella Coppa Olanda battendo per 2-1 il Vitesse; durante il campionato segna una rete nella vittoria per 6-1 contro il NAC Breda, è autore di un gol vincendo per 4-2 contro l'Utrecht, segna un'altra rete sconfiggendo per 3-1 l'ADO Den Haag, sigla un gol vincendo per 3-2 contro il Dordrecht, inoltre la sua rete decide la vittoria su 1-0 contro l'Heerenveen.

#### AZ Alkmaar
Nel luglio del 2016 passa all'AZ Alkmaar. Il 24 novembre 2016 segna il gol del 1-0 in Europa League sconfiggendo il Dundalk. Nella sua prima stagione segna un gol vincendo contro il PEC Zwolle per 2-0, riesce a mettere a segno un gol sia contro il Twente che contro il Heracles Almelo vincendo entrambi i match per 2-1, inoltre è autore di una doppietta pareggianfo per 2-2 sia contro il Go Ahead Eagles che contro l'Ajax. Il 17 maggio 2017 segna due gol battendo per 4-1 il Groningen.
Nella stagione 2017-2018 del campionato olandese Weghorst con un rigore segna un gol battendo per 2-0 l'ADO Den Haag, un altro gol lo mette a segno sconfiggendo per 3-2 il Willem II, sigla una rete pure nella vittoria per 5-0 contro l'Heracles Almelo, riesce a segnare una doppietta in cinque partita: nelle vittoria contro Vitesse (2-1), Sparta Rotterdam (2-0), Twente (4-0) e PEC Zwolle (6-0) oltre che nella sconfitta contro il PSV Eindhoven (3-2).
È stato il capocannoniere della KNVB beker, segnando una doppietta sconfiggendo il MVV Maastricht (3-2), l'Almere City (4-0), il Fortuna Sittard (4-2) e il PEC Zwolle (4-1) infine il nono e l'ultimo gol lo segna battendo il Twente (4-0).

#### Wolfsburg
Si trasferisce dall'AZ Alkmaar al Wolfsburg per circa 10 milioni di euro. Nella squadra tedesca sceglie la maglia numero 9 e si conferma goleador con una media realizzativa inferiore solo a quelle di Robert Lewandowski e Timo Werner. Nella sua prima stagione in Bundesliga segna un gol nella vittoria per 3-1 contro il Bayer Leverkusen, segna la rete del 2-0 battendo lo Stoccarda, realizza un rigore sconfiggendo per 3-0 il Magonza, per merito del suo gol la squadra batte per 1-0 l'Hertha Berlino, segna una doppietta vincendo per 4-1 contro l'Hoffenheim inoltre è autore di una tripletta prima sconfiggendo per 5-2 il Fortuna Düsseldorf e poi battendo per 8-1 l'Augusta.
Nella stagione 2019-2020 segna un gol battendo per 1-0 sia l'Union Berlin che il Werder Brema, segna un rigore sconfiggendo per 3-0 l'Hertha Berlino, sigla un gol vincendo per 2-1 contro il Colonia, segna un'altra rete vincendo ai danni dell'Eintracht Francoforte per 2-0, è autore di una doppietta vincendo per 4-1 contro lo Schalke 04 e pareggiando per 2-2 contro il Friburgo, per merito di Weghorst che segna una tripletta la squadra batte per 3-2 l'Hoffenheim. Durante l'Europa League segna la rete del 1-0 battendo il PFK Oleksandrija.
Detiene un record personale nel campionato tedesco nella stagione 2020-2021 segnando venti reti: mette a segno un gol sconfiggendo per 3-1 lo Stoccarda e un altro nella vittoria per 3-0 contro il Friburgo, segna una rete sia contro l'Arminia Bielefeld che contro l'Hoffenheim vincendo entrambe le partite per 2-1, riesce a segnare un gol anche contro l'Augusta, lo Schalke 04 e il Magonza vincendo per 3-0 tutte e tre le partite, inoltre segna una doppietta battendo per 2-1 l'Eintracht Francoforte e per 5-3 Werder Brema.

#### Burnley e Beşiktaş
Nel gennaio del 2022 viene acquistato dagli inglesi del Burnley per circa 13 milioni di euro. Nella Premier League segna un gol battendo per 3-0 il Brighton & Hove oltre a siglare una rete pareggiando per 1-1 contro il West Ham, con un assist di Weghorst la squadra batte per 1-0 il Wolverhampton per merito del gol di Matěj Vydra, tuttavia a fine anno la sua squadra retrocede in Championship.
Il 5 luglio 2022 viene ceduto in prestito al Beşiktaş. Segna un gol sconfiggendo per 4-1 il Karagümrük, mette a segno una rete battendo per 3-1 il Sivasspor, inoltre sigla un gol contro il Kasımpaşa imponendosi per 2-1, segna una doppietta vincendo per 5-2 contro l'Ümraniyespor, inoltre per merito del suo assist Rachid Ghezzal segna il gol del 1-0 battendo il Kayserispor. Nella Coppa di Turchia segna la rete del 4-2 sconfiggendo il Şanlıurfaspor.

#### Manchester Utd e Hoffenheim
Il 13 gennaio 2023, passa al Manchester Utd, che versa 2,7 milioni di sterline (circa 3 milioni di euro) al Beşiktaş come compensazione per l’interruzione del prestito. Debutta per i Red Devils cinque giorni dopo, giocando da titolare la partita di Premier League pareggiata 1-1 contro il Crystal Palace. Conquista la Coppa di Lega inglese, tra l'altro il 25 gennaio, realizza la sua prima rete ai danni del Nottingham Forest, in occasione della semifinale vinta con il risultato di 3-0, il 26 febbraio seguente vince la Coppa di Lega, il suo primo trofeo in carriera, contribuendo con un assist per Marcus Rashford al 2-0 finale sul Newcastle Utd. Il 9 marzo va a segno nel successo per 4-1 contro il Betis in Europa League.
Il 9 agosto 2023 viene ceduto questa volta all'Hoffenheim. Segna un gol battendo lo Stoccarda per 3-2, è autore di una rete vincendo per 3-1 contro l'Augusta, inoltre apre le marcature vincendo per 4-3 contro il Borussia Mönchengladbach. in tutto colleziona 30 presenze e 7 gol nella sua seconda esperienza tedesca.

#### Ajax
Dopo aver iniziato la stagione con il Burnley in Championship, il 29 agosto 2024 firma un contratto biennale con l'Ajax, ritornando così a giocare in patria dopo sei anni.

### Nazionale
Nel 2018 riceve la sua prima convocazione in nazionale maggiore; fa il suo esordio il 23 marzo nell'amichevole persa 0-1 contro l'Inghilterra, diventando il calciatore di movimento più alto ad aver mai indossato la maglia degli Oranje.
Il 6 giugno 2021 realizza la sua prima rete in nazionale, nell'amichevole vinta per 3-0 contro la Georgia; la settimana successiva va nuovamente a segno, nel successo per 3-2 contro l'Ucraina, nella prima partita della fase a gironi del campionato europeo 2020.
Convocato per il campionato del mondo 2022, si rende protagonista nei quarti di finale contro l'Argentina dove, da subentrato, realizza i due gol che consentono agli olandesi di pareggiare (2-2) e proseguire la sfida fino ai tiri di rigore, vinti dai sudamericani (5-6), durante i quali comunque Weghorst mette a segno il suo tiro dal dischetto.
Gioca nell'Europeo 2024 dove segna il gol del 2-1 sconfiggendo la Polonia.

## Statistiche

### Presenze e reti nei club
Statistiche aggiornate al 18 maggio 2025
| Stagione               | Squadra                | Campionato             | Campionato | Campionato | Coppe nazionali | Coppe nazionali | Coppe nazionali | Coppe continentali | Coppe continentali | Coppe continentali | Altre coppe | Altre coppe | Altre coppe | Totale | Totale |
| Stagione               | Squadra                | Comp                   | Pres       | Reti       | Comp            | Pres            | Reti            | Comp               | Pres               | Reti               | Comp        | Pres        | Reti        | Pres   | Reti   |
| ---------------------- | ---------------------- | ---------------------- | ---------- | ---------- | --------------- | --------------- | --------------- | ------------------ | ------------------ | ------------------ | ----------- | ----------- | ----------- | ------ | ------ |
| 2012-2013              | Emmen                  | EED                    | 28         | 8          | CO              | 2               | 0               | -                  | -                  | -                  | -           | -           | -           | 30     | 8      |
| 2013-2014              | Emmen                  | EED                    | 34         | 12         | CO              | 2               | 1               | -                  | -                  | -                  | -           | -           | -           | 36     | 13     |
| Totale Emmen           | Totale Emmen           | Totale Emmen           | 62         | 20         |                 | 4               | 1               |                    | -                  | -                  |             | -           | -           | 66     | 21     |
| 2014-2015              | Heracles Almelo        | ED                     | 31         | 8          | CO              | 3               | 1               | -                  | -                  | -                  | -           | -           | -           | 34     | 9      |
| 2015-2016              | Heracles Almelo        | ED                     | 33+4       | 12+2       | CO              | 2               | 1               | -                  | -                  | -                  | -           | -           | -           | 39     | 15     |
| Totale Heracles Almelo | Totale Heracles Almelo | Totale Heracles Almelo | 68         | 22         |                 | 5               | 2               |                    | -                  | -                  |             | -           | -           | 73     | 24     |
| 2016-2017              | AZ Alkmaar             | ED                     | 29+4       | 13+4       | CO              | 4               | 0               | UEL                | 12                 | 1                  | -           | -           | -           | 49     | 18     |
| 2017-2018              | AZ Alkmaar             | ED                     | 31         | 18         | CO              | 6               | 9               | -                  | -                  | -                  | -           | -           | -           | 37     | 27     |
| Totale AZ Alkmaar      | Totale AZ Alkmaar      | Totale AZ Alkmaar      | 64         | 35         |                 | 10              | 9               |                    | 12                 | 1                  |             | -           | -           | 86     | 45     |
| 2018-2019              | Wolfsburg              | BL                     | 34         | 17         | CG              | 2               | 1               | -                  | -                  | -                  | -           | -           | -           | 36     | 18     |
| 2019-2020              | Wolfsburg              | BL                     | 32         | 16         | CG              | 2               | 2               | UEL                | 9                  | 2                  | -           | -           | -           | 43     | 20     |
| 2020-2021              | Wolfsburg              | BL                     | 34         | 20         | CG              | 4               | 3               | UEL                | 3                  | 2                  | -           | -           | -           | 41     | 25     |
| 2021-gen. 2022         | Wolfsburg              | BL                     | 18         | 6          | CG              | 1               | 1               | UCL                | 5                  | 0                  | -           | -           | -           | 24     | 7      |
| Totale Wolfsburg       | Totale Wolfsburg       | Totale Wolfsburg       | 118        | 59         |                 | 9               | 7               |                    | 17                 | 4                  |             | -           | -           | 144    | 70     |
| gen-giu. 2022          | Burnley                | PL                     | 20         | 2          | FACup+CdL       | 0               | 0               | -                  | -                  | -                  | -           | -           | -           | 20     | 2      |
| 2022-gen. 2023         | Beşiktaş               | SL                     | 16         | 8          | TK              | 2               | 1               | -                  | -                  | -                  | -           | -           | -           | 18     | 9      |
| gen.-giu. 2023         | Manchester Utd         | PL                     | 17         | 0          | FACup+CdL       | 5+3             | 0+1             | UEL                | 6                  | 1                  | -           | -           | -           | 31     | 2      |
| 2023-2024              | Hoffenheim             | BL                     | 28         | 7          | CG              | 2               | 0               | -                  | 0                  | 0                  | -           | -           | -           | 30     | 7      |
| 2024-2025              | Burnley                | FLC                    | 2          | 0          | FACup+CdL       | 0               | 0               | -                  | -                  | -                  | -           | -           | -           | 2      | 0      |
| Totale Burnley         | Totale Burnley         | Totale Burnley         | 22         | 2          |                 | 0               | 0               |                    |                    |                    |             |             |             | 22     | 2      |
| 2024-2025              | Ajax                   | ED                     | 24         | 10         | CO              | 2               | 0               | UEL                | 5                  | 1                  | -           | -           | -           | 31     | 11     |
| Totale carriera        | Totale carriera        | Totale carriera        | 415        | 163        |                 | 40              | 21              |                    | 40                 | 7                  |             | -           | -           | 494    | 191    |

### Cronologia presenze e reti in nazionale
| Cronologia completa delle presenze e delle reti in nazionale ― Paesi Bassi | Cronologia completa delle presenze e delle reti in nazionale ― Paesi Bassi | Cronologia completa delle presenze e delle reti in nazionale ― Paesi Bassi | Cronologia completa delle presenze e delle reti in nazionale ― Paesi Bassi | Cronologia completa delle presenze e delle reti in nazionale ― Paesi Bassi | Cronologia completa delle presenze e delle reti in nazionale ― Paesi Bassi | Cronologia completa delle presenze e delle reti in nazionale ― Paesi Bassi | Cronologia completa delle presenze e delle reti in nazionale ― Paesi Bassi |
| Data                                                                       | Città                                                                      | In casa                                                                    | Risultato                                                                  | Ospiti                                                                     | Competizione                                                               | Reti                                                                       | Note                                                                       |
| -------------------------------------------------------------------------- | -------------------------------------------------------------------------- | -------------------------------------------------------------------------- | -------------------------------------------------------------------------- | -------------------------------------------------------------------------- | -------------------------------------------------------------------------- | -------------------------------------------------------------------------- | -------------------------------------------------------------------------- |
| 23-3-2018                                                                  | Amsterdam                                                                  | Paesi Bassi                                                                | 0 – 1                                                                      | Inghilterra                                                                | Amichevole                                                                 | -                                                                          | 86’                                                                        |
| 31-5-2018                                                                  | Trnava                                                                     | Slovacchia                                                                 | 1 – 1                                                                      | Paesi Bassi                                                                | Amichevole                                                                 | -                                                                          | 85’                                                                        |
| 4-6-2018                                                                   | Torino                                                                     | Italia                                                                     | 1 – 1                                                                      | Paesi Bassi                                                                | Amichevole                                                                 | -                                                                          | 80’                                                                        |
| 19-11-2019                                                                 | Amsterdam                                                                  | Paesi Bassi                                                                | 5 – 0                                                                      | Estonia                                                                    | Qual. Euro 2020                                                            | -                                                                          | 63’                                                                        |
| 2-6-2021                                                                   | Faro                                                                       | Paesi Bassi                                                                | 2 – 2                                                                      | Scozia                                                                     | Amichevole                                                                 | -                                                                          | 69’                                                                        |
| 6-6-2021                                                                   | Enschede                                                                   | Paesi Bassi                                                                | 3 – 0                                                                      | Georgia                                                                    | Amichevole                                                                 | 1                                                                          | 66’                                                                        |
| 13-6-2021                                                                  | Amsterdam                                                                  | Paesi Bassi                                                                | 3 – 2                                                                      | Ucraina                                                                    | Euro 2020 - 1º turno                                                       | 1                                                                          | 88’                                                                        |
| 17-6-2021                                                                  | Amsterdam                                                                  | Paesi Bassi                                                                | 2 – 0                                                                      | Austria                                                                    | Euro 2020 - 1º turno                                                       | -                                                                          | 64’                                                                        |
| 21-6-2021                                                                  | Amsterdam                                                                  | Macedonia del Nord                                                         | 0 – 3                                                                      | Paesi Bassi                                                                | Euro 2020 - 1º turno                                                       | -                                                                          | 66’                                                                        |
| 27-6-2021                                                                  | Budapest                                                                   | Paesi Bassi                                                                | 0 – 2                                                                      | Rep. Ceca                                                                  | Euro 2020 - Ottavi di finale                                               | -                                                                          | 73’                                                                        |
| 8-10-2021                                                                  | Riga                                                                       | Lettonia                                                                   | 0 – 1                                                                      | Paesi Bassi                                                                | Qual. Mondiali 2022                                                        | -                                                                          | 76’                                                                        |
| 11-10-2021                                                                 | Rotterdam                                                                  | Paesi Bassi                                                                | 6 – 0                                                                      | Gibilterra                                                                 | Qual. Mondiali 2022                                                        | -                                                                          | 60’                                                                        |
| 8-6-2022                                                                   | Cardiff                                                                    | Galles                                                                     | 1 – 2                                                                      | Paesi Bassi                                                                | UEFA Nations League 2022-2023 - 1º turno                                   | 1                                                                          |                                                                            |
| 11-6-2022                                                                  | Rotterdam                                                                  | Paesi Bassi                                                                | 2 – 2                                                                      | Polonia                                                                    | UEFA Nations League 2022-2023 - 1º turno                                   | -                                                                          | 77’                                                                        |
| 22-9-2022                                                                  | Varsavia                                                                   | Polonia                                                                    | 0 – 2                                                                      | Paesi Bassi                                                                | UEFA Nations League 2022-2023 - 1º turno                                   | -                                                                          | 75’ 85’                                                                    |
| 25-11-2022                                                                 | Al Rayyan                                                                  | Paesi Bassi                                                                | 1 – 1                                                                      | Ecuador                                                                    | Mondiali 2022 - 1º turno                                                   | -                                                                          | 79’                                                                        |
| 29-11-2022                                                                 | Al Khawr                                                                   | Paesi Bassi                                                                | 2 – 0                                                                      | Qatar                                                                      | Mondiali 2022 - 1º turno                                                   | -                                                                          | 82’                                                                        |
| 3-12-2022                                                                  | Al Rayyan                                                                  | Paesi Bassi                                                                | 3 – 1                                                                      | Stati Uniti                                                                | Mondiali 2022 - Ottavi di finale                                           | -                                                                          | 90+3’                                                                      |
| 9-12-2022                                                                  | Lusail                                                                     | Paesi Bassi                                                                | 2 – 2 dts (3 – 4 dtr)                                                      | Argentina                                                                  | Mondiali 2022 - Quarti di finale                                           | 2                                                                          | 45+2’ 78’                                                                  |
| 24-3-2023                                                                  | Saint-Denis                                                                | Francia                                                                    | 4 – 0                                                                      | Paesi Bassi                                                                | Qual. Euro 2024                                                            | -                                                                          | 33’                                                                        |
| 27-3-2023                                                                  | Rotterdam                                                                  | Paesi Bassi                                                                | 3 – 0                                                                      | Gibilterra                                                                 | Qual. Euro 2024                                                            | -                                                                          |                                                                            |
| 14-6-2023                                                                  | Rotterdam                                                                  | Paesi Bassi                                                                | 2 – 4 dts                                                                  | Croazia                                                                    | UEFA Nations League 2022-2023 - Semifinale                                 | -                                                                          | 64’                                                                        |
| 18-6-2023                                                                  | Enschede                                                                   | Paesi Bassi                                                                | 2 – 3                                                                      | Italia                                                                     | UEFA Nations League 2022-2023 - Finale 3º posto                            | -                                                                          | 46’ 90+5’                                                                  |
| 7-9-2023                                                                   | Eindhoven                                                                  | Paesi Bassi                                                                | 3 – 0                                                                      | Grecia                                                                     | Qual. Euro 2024                                                            | 1                                                                          |                                                                            |
| 10-9-2023                                                                  | Dublino                                                                    | Irlanda                                                                    | 1 – 2                                                                      | Paesi Bassi                                                                | Qual. Euro 2024                                                            | 1                                                                          | 46’ 87’                                                                    |
| 13-10-2023                                                                 | Eindhoven                                                                  | Paesi Bassi                                                                | 1 – 2                                                                      | Francia                                                                    | Qual. Euro 2024                                                            | -                                                                          | 38’                                                                        |
| 16-10-2023                                                                 | Atene                                                                      | Grecia                                                                     | 0 – 1                                                                      | Paesi Bassi                                                                | Qual. Euro 2024                                                            | -                                                                          | 62’                                                                        |
| 18-11-2023                                                                 | Amsterdam                                                                  | Paesi Bassi                                                                | 1 – 0                                                                      | Irlanda                                                                    | Qual. Euro 2024                                                            | 1                                                                          |                                                                            |
| 21-11-2023                                                                 | Faro                                                                       | Gibilterra                                                                 | 0 – 6                                                                      | Paesi Bassi                                                                | Qual. Euro 2024                                                            | -                                                                          | 46’                                                                        |
| 22-3-2024                                                                  | Amsterdam                                                                  | Paesi Bassi                                                                | 4 – 0                                                                      | Scozia                                                                     | Amichevole                                                                 | 1                                                                          | 77’                                                                        |
| 26-3-2024                                                                  | Francoforte sul Meno                                                       | Germania                                                                   | 2 – 1                                                                      | Paesi Bassi                                                                | Amichevole                                                                 | -                                                                          | 75’                                                                        |
| 6-6-2024                                                                   | Rotterdam                                                                  | Paesi Bassi                                                                | 4 – 0                                                                      | Canada                                                                     | Amichevole                                                                 | 1                                                                          | 62’                                                                        |
| 10-6-2024                                                                  | Rotterdam                                                                  | Paesi Bassi                                                                | 4 – 0                                                                      | Islanda                                                                    | Amichevole                                                                 | 1                                                                          | 84’                                                                        |
| 16-6-2024                                                                  | Amburgo                                                                    | Polonia                                                                    | 1 – 2                                                                      | Paesi Bassi                                                                | Euro 2024 - 1º turno                                                       | 1                                                                          | 81’                                                                        |
| 21-6-2024                                                                  | Lipsia                                                                     | Paesi Bassi                                                                | 0 – 0                                                                      | Francia                                                                    | Euro 2024 - 1º turno                                                       | -                                                                          | 79’                                                                        |
| 25-6-2024                                                                  | Berlino                                                                    | Paesi Bassi                                                                | 2 – 3                                                                      | Austria                                                                    | Euro 2024 - 1º turno                                                       | -                                                                          | 72’                                                                        |
| 2-7-2024                                                                   | Monaco di Baviera                                                          | Romania                                                                    | 0 – 3                                                                      | Paesi Bassi                                                                | Euro 2024 - Ottavi di finale                                               | -                                                                          | 84’                                                                        |
| 6-7-2024                                                                   | Berlino                                                                    | Paesi Bassi                                                                | 2 – 1                                                                      | Turchia                                                                    | Euro 2024 - Quarti di finale                                               | -                                                                          | 46’ 90+6’                                                                  |
| 10-7-2024                                                                  | Dortmund                                                                   | Paesi Bassi                                                                | 1 – 2                                                                      | Inghilterra                                                                | Euro 2024 - Semifinale                                                     | -                                                                          | 46’                                                                        |
| 7-9-2024                                                                   | Eindhoven                                                                  | Paesi Bassi                                                                | 5 – 2                                                                      | Bosnia ed Erzegovina                                                       | UEFA Nations League 2024-2025 - 1º turno                                   | 1                                                                          | 74’                                                                        |
| 10-9-2024                                                                  | Amsterdam                                                                  | Paesi Bassi                                                                | 2 – 2                                                                      | Germania                                                                   | UEFA Nations League 2024-2025 - 1º turno                                   | -                                                                          | 82’                                                                        |
| 16-11-2024                                                                 | Amsterdam                                                                  | Paesi Bassi                                                                | 4 – 0                                                                      | Ungheria                                                                   | UEFA Nations League 2024-2025 - 1º turno                                   | 1                                                                          |                                                                            |
| 19-11-2024                                                                 | Zenica                                                                     | Bosnia ed Erzegovina                                                       | 1 – 1                                                                      | Paesi Bassi                                                                | UEFA Nations League 2024-2025 - 1º turno                                   | -                                                                          | 77’                                                                        |
| 7-6-2025                                                                   | Helsinki                                                                   | Finlandia                                                                  | 0 – 2                                                                      | Paesi Bassi                                                                | Qual. Mondiali 2026                                                        | -                                                                          | 69’                                                                        |
| 10-6-2025                                                                  | Groninga                                                                   | Paesi Bassi                                                                | 8 – 0                                                                      | Malta                                                                      | Qual. Mondiali 2026                                                        | -                                                                          | 62’                                                                        |
| Totale                                                                     |                                                                            | Presenze                                                                   | 45                                                                         |                                                                            | Reti                                                                       | 14                                                                         |                                                                            |

## Palmarès
- Coppa di Lega inglese: 1

Manchester United: 2022-2023